# John van den Broek
John van den Broek (Rotterdam, 1895 – Schooner Head, 29 juni 1918) was een Nederlands-Amerikaans cameraman.

## Loopbaan
John van den Broek werd geboren in Rotterdam. Hij is vooral bekend voor zijn samenwerking met de Franse regisseur Maurice Tourneur. Hij stierf in 1918 op 23-jarige leeftijd tijdens de opnamen voor de film Woman. Volgens de biograaf van Tourneur is Van den Broek voor de kust van Maine door een vloedgolf van een rots geslagen en verdronken. Zijn lichaam werd nooit teruggevonden.

## Filmografie
- 1914: The Wishing Ring: An Idyll of Old England
- 1916: The Rail Rider
- 1916: The Velvet Paw
- 1917: The Pride of the Clan
- 1917: A Girl's Folly
- 1917: The Poor Little Rich Girl
- 1917: The Whip
- 1917: The Undying Flame
- 1917: The Law of the Land
- 1917: Barbary Sheep
- 1917: Exile
- 1917: The Rise of Jennie Cushing
- 1918: Rose of the World
- 1918: The Blue Bird
- 1918: Prunella
- 1918: A Doll's House
- 1918: Sporting Life
- 1918: Woman